# Aphantopus yunnana
Aphantopus yunnana är en fjärilsart som beskrevs av Clayton Dissinger Mell 1939. Aphantopus yunnana ingår i släktet Aphantopus och familjen praktfjärilar. Inga underarter finns listade i Catalogue of Life.